# Лобково-прямокишковий м'яз
Лобково-прямокишковий м'яз (m. puborectalis) починається від лобкової кістки, прямує назад, вплітається у верхню частину зовнішнього м'яза — замикача відхідника і частиною волокон продовжується в поздовжній шар м'язової оболонки відхідника. 
Присередні краї правого та лівого м'язів попереду прямої кишки не змикаються, унаслідок чого утворюється проміжок, у якому розташовані піхва та сечівник у жінок або сечівник у чоловіків.